# دوستی (فیلم ۲۰۱۴)
دوستی (به انگلیسی: Friendship) (به هندی: Yaariyan) فیلمی محصول سال ۲۰۱۴ و به کارگردانی دیویا خوسلا کومار است. در این فیلم بازیگرانی همچون هیمانش کوهلی، راکول پریت سینگ، سرا سینگ، نیکول فاریا، اولین شارما، سایالی بگت، دیپیتی نوال، گلشن گروور ایفای نقش کرده‌اند.